# Francisco Corral
Francisco Corral Sánchez-Cabezudo nació en 1952 en San Martín de Pusa, al pie de los Montes de Toledo, y en ese pueblecito toledano vivió los primeros años de su infancia. Luego se trasladó con sus padres a Malpica de Tajo, y de allí pasó a Toledo para estudiar el bachillerato en el Colegio Sadel, a pasos de la iglesia de Santo Tomé donde el imponente “Entierro del Conde de Orgaz” todavía ocupaba un muro al fondo de la nave lateral, como un cuadro más, a la vista de todos. En Madrid siguió los estudios universitarios, licenciándose en Filosofía en la Universidad Complutense, donde años más tarde también se doctoró.
En 1977 se trasladó a Paraguay como miembro de la Misión Técnica de Cooperación Española. Allí impartió la docencia en la Universidad de Asunción y en el Instituto Superior de Educación y dirigió el Centro Cultural Español “Juan de Salazar” hasta 1990. Desde 1985 fue también Agregado Cultural de la Embajada de España en Paraguay.
Bajo su dirección, el Centro Cultural Español se destacó por la defensa de los valores democráticos en el difícil periodo de la dictadura stronista y se convirtió en modelo de integración cultural iberoamericana. Por esa labor, le fue concedida la medalla del Mérito Civil en enero de 1983, a la edad de treinta años. El escritor paraguayo Augusto Roa Bastos, en la reunión “Encuentro en la democracia” (Madrid, 1983), destacó que “el Centro Cultural Juan de Salazar constituye una experiencia piloto, única en su género, que el proyecto de nueva solidaridad cultural iberoamericana debe tener en cuenta como un modelo cuya eficiencia se ha probado en la práctica con el coeficiente de un rendimiento muy alto”.
Recibió posteriormente otras condecoraciones, como la de Oficial de Isabel la Católica y la de Comendador del Mérito Civil; pero la que más dice apreciar es la Orden del Yacaré, con la que la intelectualidad paraguaya le distinguió en 1987. Colaboró con Ticio Escobar en la documentación de los dos volúmenes del libro Las artes visuales en el Paraguay y con Josefina Plá en la edición de Españoles en la cultura del Paraguay. Ha realizado audiovisuales didácticos sobre las reducciones jesuíticas del Paraguay y sobre las reducciones franciscanas con Margarita Durán. Es miembro de la Asociación Indigenista del Paraguay y correspondiente de la Academia Paraguaya de la Lengua Española.
En 1990 pasó de Paraguay a Marruecos, para dirigir el Centro Cultural Español de Tánger. Allí se incorporó al Instituto Cervantes desde su creación, dirigiendo sucesivamente los Institutos de Tetuán, Túnez, Río de Janeiro, Argel y Palermo. En noviembre de 2019 recibió la Medalla del Instituto Cervantes por su labor en esta institución desde su creación.
Ha mantenido colaboraciones en periódicos y revistas de diversos países y ciudades, como Ñandé, Nosotros, La Tribuna, ABC Color, Última Hora, La Nación y Hoy, de Paraguay; Canal 91 de Tánger; La Mañana del Sahara y del Magreb de Casablanca; El Faro de Ceuta de Ceuta; Europa Sur de Algeciras; La Nueva España de Oviedo; Jornal de Letras de Río de Janeiro; Grial de Vigo; El País, Delibros, Economía Exterior, Diálogo Mediterráneo, Revista de Hispanismo Filosófico y Geo, de Madrid, entre otras.

## Enlaces
- Rafael Barrett. El hombre y su obra (Biografía, Bibliografías, Antología). http://ensayo.rom.uga.edu/
- El pensamiento de Rafael Barrett: un “joven del 98” en el Río de la Plata. http://www.cervantesvirtual.com/servlet/SirveObras/13572721092135830532279/hisp03_corral02.pdf (enlace roto disponible en Internet Archive; véase el historial, la primera versión y la última).
- Inagotable tejedora de sueños. Sobre Josefina Plá. http://web.uchile.cl/publicaciones/cyber/18/crea15b.html
- Recordando a Soledad Barrett. http://archivo.abc.com.py/articulos.php?pid=304280&sec=14
- Complejo de Adán. http://www.lne.es/secciones/noticia.jsp?pRef=1907_52_605653__Opinion-Complejo-Adan-Asombro-busqueda-Rafael-Barrett-Gregorio-Moran Archivado el 25 de mayo de 2008 en Wayback Machine.
- Entrevista en Revista de Letras. http://www.revistadeletras.net/francisco-corral/
- Soledad Barrett. http://www.bitacora.com.uy/noticia_1329_1.html
- Crítica de libro. https://web.archive.org/web/20090627193134/http://www.elpais.com.uy/Suple/Cultural/08/04/25/cultural_342997.asp
- El castillo de San Agustín de Arecutacuá http://institucional.us.es/revistas/arte/27/Francisco%20Corral.pdf

- Datos: Q6436431